# Arnold (opat)
Opat Arnold, OCist. byl český římskokatolický duchovní, 4. opat cisterciáckého kláštera v Oseku v letech 1221–1231(?).

## Život

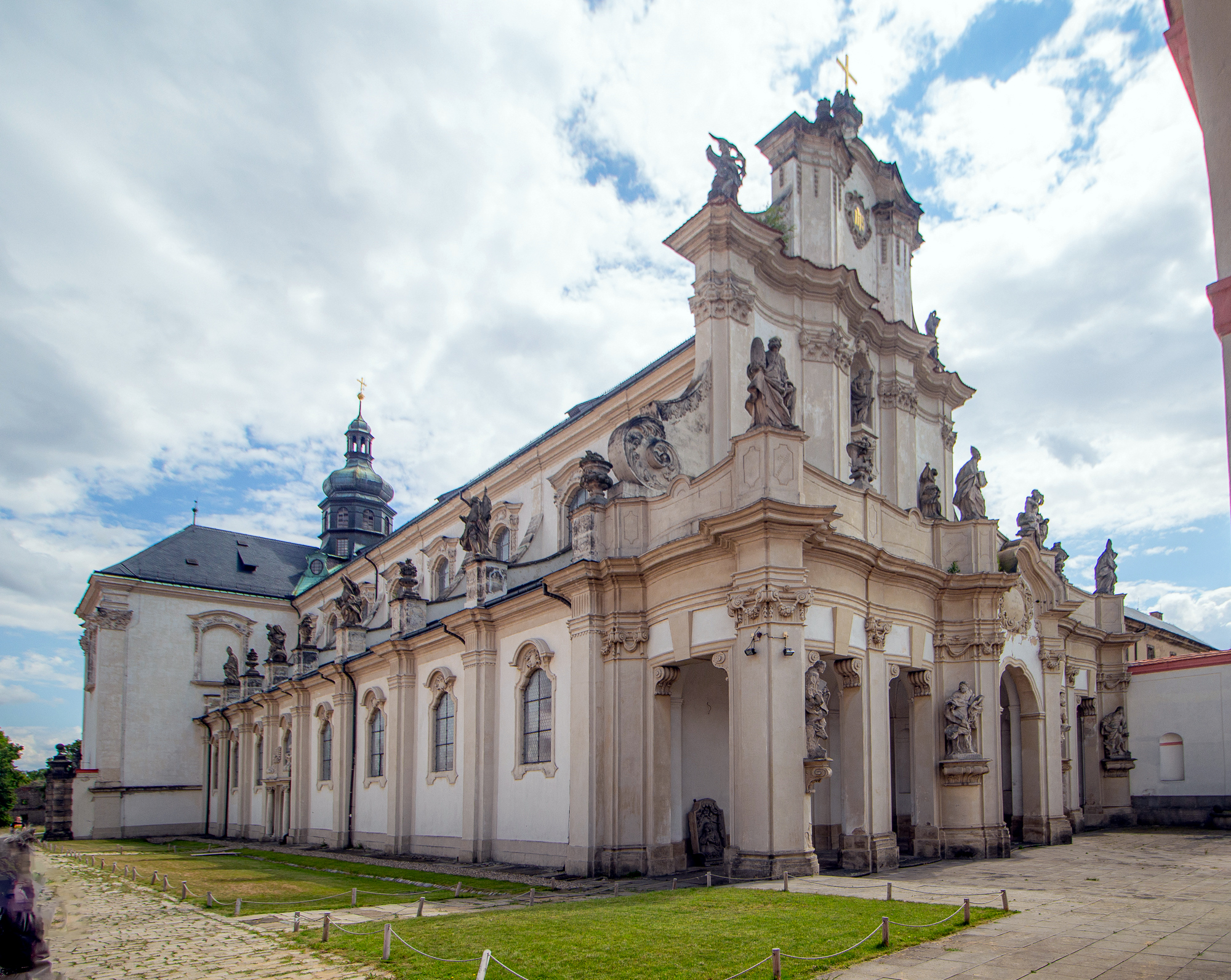
Kostel Nanebevzetí Panny Marie oseckého kláštera

Je doložen pouze jedenkrát jako svědek na listině kláštera v rakouském Zwettlu. Za něho došlo k slavnému vysvěcení oseckého klášterního chrámu, asi v roce 1221.
Datum konce služby v roce 1231 je pouze hypotetické, protože od toho roku je již doložen opat Dětřich I.